# Physocalyx aurantiacus
Physocalyx aurantiacus är en snyltrotsväxtart som beskrevs av Johann Baptist Emanuel Pohl. Physocalyx aurantiacus ingår i släktet Physocalyx och familjen snyltrotsväxter. Inga underarter finns listade i Catalogue of Life.